# Dula
Dula (kinesiska: 都拉, 都拉布依族乡) är en socken i Kina. Den ligger i provinsen Guizhou, i den sydvästra delen av landet, nära eller i provinshuvudstaden Guiyang. Antalet invånare är 13408. Befolkningen består av 6 298 kvinnor och 7 110 män. Barn under 15 år utgör 22,0 %, vuxna 15-64 år 72 %, och äldre över 65 år 5,0 %.